# Sandra Suárez
Sandra Suárez Pérez (Medellín, 13 de febrero de 1970) es una política colombiana. Fue directora del Plan Colombia y directora de mercadeo en la empresa de telefonía celular Occel, además formó parte del equipo para la campaña presidencial de Álvaro Uribe. Entre 2003 y 2006 fue ministra de Ambiente, Vivienda y Desarrollo territorial durante la presidencia de Álvaro Uribe tras la renuncia de la ministra Cecilia Rodríguez.
Fue gerente general de la revista Semana. En dicho cargo se le cuestionó por haber despedido al columnista Daniel Coronell tras de que este realizara varios escritos donde se cuestiona a la línea editorial de la revista y al expresidente Álvaro Uribe. También fue cuestionada por haber firmado una carta de respaldo a Uribe siendo gerente general de dicha revista.[cita requerida]
En agosto de 2020 el alcalde de Medellín Daniel Quintero Calle anunció el nombramiento de Suárez como integrante de la junta directiva de las Empresas Públicas de Medellín (EPM).